# Сербулов Михайло Васильович
Миха́йло Васи́льович Сербу́лов  (нар. 1866, Київ — пом. ?) — скрипаль і педагог, професор Празької консерваторії.

## Життєпис
Михайло Сербулов народився 1866 року в Києві в родині колезького радника, відомого київського викладача фізики і математики Василя Івановича Сербулова та його дружини Пелагеї Федорівни.
Навчався в Імператорському університеті Святого Володимира і водночас Київському музичному училищі ІМРТ (гри на скрипці навчався у чеського скрипаля Отакара Шевчика).
З 1888 року — соліст квартету Михайла Сікарда у Києві (друга скрипка).
По закінченню університету навчався в Бельгії в консерваторії Люттіха (викладач по класу скрипки Сезар Томсон, викладач по класу композиції Жозеф Дюпон), яку закінчив із золотою медаллю.
Після закінчення консерваторії працював у Парижі, де був солістом симфонічних концертів Шарля Ламурьо.
Працював диригентом симфонічного оркестру в Лейпцигу, очолював Берлінський державний оркестр.
Від 1895 року Сербулов був професором Празької консерваторії, де вважався «найпершим із її прикрас».
Наприкінці 1896 року Сербулов гастролював з величезним успіхом в Україні, зокрема в Кременчуці та в Харкові.
Згодом вів клас скрипки в музичному училищі Кишинівського відділення ІРМТ.
1910—1913 — працював капельмейстером балетного оркестру імператорських театрів.
Згодом працював у Петербурзі (член дирекції ІРМТ), а з часом за сімейними обставинами переїхав в Катеринодар, де мав стати директором Катеринодарської консерваторії, проте революційні події 1917 року змусили його виїхати за кордон.
Спочатку була еміграція в Стамбул.
Згодом працював професором Льєзької та Празької консерваторії.

## Учні
Серед його учнів — Франтішек Ступка, відомий чеський скрипаль і диригент, професор Одеської консерваторії (з 1913), а згодом народний артист Чехословаччини (з 1968).